# Слобідське (Миргородський район)
Слобідське (до 2025 — Червона Слобідка) — село в Україні, у Лохвицькій міській громаді Миргородського району Полтавської області. Населення становить 0 осіб. Колишній орган місцевого самоврядування — Безсалівська сільська рада.

## Географія
Село Червона Слобідка знаходиться за 2,5 км від села Хейлівщина (Лубенський район). По селу протікає пересихаючий струмок з загатою.

## Історія
- 1788 — дата заснування як села Слобідка.
- 1930 — перейменоване в село Червона Слобідка.
- Станом на 2018 рік в селі немає жителів, не залишилось жодної вцілілої хати.
- 12 червня 2020 року, відповідно до розпорядження Кабінету Міністрів України № 721-р «Про визначення адміністративних центрів та затвердження територій територіальних громад Полтавської області», село увійшло до складу Лохвицької міської громади[2].
- 19 липня 2020 року, в результаті адміністративно - територіальної реформи та ліквідації Лохвицького району, село увійшло до складу новоутвореного Миргородського району Полтавської області[3].
- 22 червня 2023 року рішенням Національної комісії зі стандартів державної мови віднесено до списку населених пунктів, які «можуть не відповідати лексичним нормам української мови», зокрема стосуватися «російської імперської чи колоніальної політики». Громаді рекомендовано обґрунтувати доцільність збереження поточної назви або запропонувати нову назву в установленому законодавством порядку[4].
- 05 червня 2025 року відповідно до Постанови Верховної Ради України № 4483-IX село Червона Слобідка було перейменовано на село Слобідське. Постанова набула чинності 18 червня 2025 року[5].